# Leen Mortier
Leen Mortier (1976) is een Belgische voormalige atlete, die gespecialiseerd was in de sprint. Zij veroverde één Belgische titel.

## Biografie
Mortier nam in 1995 zowel op de 200 m als op de 200 m deel aan de Europese kampioenschappen U20 in Nyíregyháza. Ze plaatste zich voor de halve finale van de 200m. Samen met Elke Bogemans, Kim Gevaert en Myriam Tschomba werd ze vijfde in de finale van de 4 x 100 m. Begin 2008 raakte ze zwaar geblesseerd aan de achillespees.
In 2001 werd Mortier voor het eerst indoorkampioene op de 200 m. In 2002 nam ze afscheid van de atletiek.
Leen Mortier was aangesloten bij AC Halestra. Ze is de zus van atlete Joke Mortier.

## Belgische kampioenschappen
Indoor
| Onderdeel | Jaar |
| --------- | ---- |
| 200 m     | 2001 |

## Persoonlijke records
Outdoor
| Onderdeel | Prestatie | Wind | Datum       | Plaats      |
| --------- | --------- | ---- | ----------- | ----------- |
| 100 m     | 11,92 s   |      | 2 juli 1995 | Tessenderlo |

Indoor
| Onderdeel | Prestatie | Datum            | Plaats |
| --------- | --------- | ---------------- | ------ |
| 60 m      | 7,71 s    | 7 februari 1993  | Gent   |
| 200 m     | 25,03 s   | 18 februari 2001 | Gent   |

## Palmares

### 100 m
- 1995: 4e in reeks EK U20 te Nyiregyhaza – 12,39 s

### 200 m
- 1995: 5e ½ fin. EK U20 te Nyiregyhaza – 24,77 s
- 1995:  BK AC – 24,31 s
- 2001:  BK indoor AC – 25,03 s

### 4 x 100 m
- 1995: 5e EK U20 te Nyiregyhaza – 46,29 s